# Kanawha River
Kanawha River er en biflod til Ohio River og løber i Virginia og West Virginia i USA. Den har en længde på 156 km, men   671 km hvis man inkluderer tilløbsfloden  New River (515 km) som danner Kanawha 56 km sydvest for Charleston. Flodsystemet afvander 31.691 km² i delstaterne Virginia og West Virginia. 